# Giampaolo Manfrone

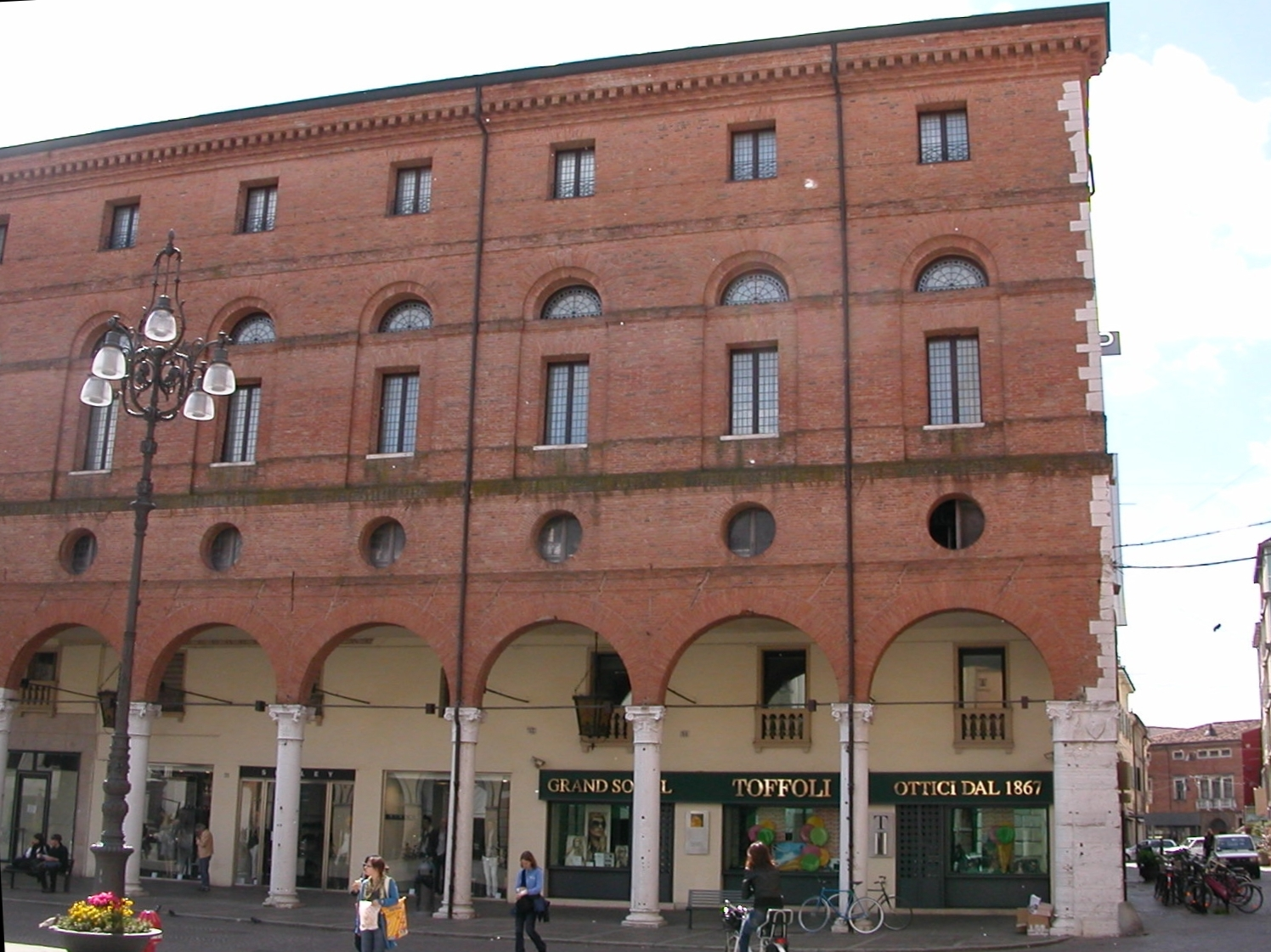
Palazzo Roverella

Giampaolo Manfrone (1523 – Ferrara, 8 o 9 febbraio 1552) è stato un condottiero italiano.

## Biografia
Giampaolo Manfrone junior era figlio del condottiero Giulio Manfrone (1490/92-1526), a sua volta figlio di Giampaolo Manfrone "Fortebraccio" (1441-1527), e di Beatrice Roverella.
Alla morte del nonno, nel 1527, Giampaolo venne nominato capitano dalla Repubblica di Venezia che gli assegnò il comando di metà dell'esercito di "Fortebraccio". Data la sua giovanissima età, gli fu inizialmente affiancato il cugino Pierpaolo Manfrone, in veste di governatore.
Sposò a Mantova nel 1541 Lucrezia Gonzaga, figlia di Pirro Gonzaga. Il matrimonio le venne procurato da Caterina Anguissola, seconda moglie del marchese di Castel Goffredo Aloisio Gonzaga, che non volle più ospitare alla sua corte Lucrezia. Giampaolo risiedette inizialmente a Verona e successivamente a Fratta, dove possedeva uno storico palazzo e dove svolgeva il compito di controllore dei confini per conto della Repubblica di Venezia.
Venne accusato di cospirare contro il duca di Ferrara Ercole II d'Este, che lo fece arrestare il 27 luglio 1546 e condurre a Ferrara, condannandolo a morte. Grazie all'intervento della moglie Lucrezia, la condanna venne tramutata in carcere a vita. Morì in una segreta della torre di San Michele nel Castello Estense.
La famiglia possedeva un prestigioso palazzo nel centro di Rovigo, Palazzo Roverella.

## Discendenza
Giampaolo e Lucrezia ebbero quattro figli. Uno di questi, Isabella, sposò nel 1565 Fabio Pepoli di Bologna.
Giampaolo fu padre naturale di altre due bambine, Camilla e Lavinia.